# Edenberga
Edenberga is een plaats in Zweden, in de gemeente Laholm in het landschap Halland en de provincie Hallands län. De plaats heeft 84 inwoners (2005) en een oppervlakte van 11 hectare. Edenberga wordt grotendeels omringd door landbouwgrond, in het zuiden grenst de plaats echter aan wat bos. Ook ligt het dorp tussen het stadje Laholm en het dorp Våxtorp. Våxtorp ligt ten zuiden van Edenberga en Laholm ten noorden, de afstand tot beide plaatsen bedraagt zo'n tien kilometer.

## Verkeer en vervoer
Bij de plaats loopt de Riksväg 24.
Ala · Allarp · Edenberga · Genevad · Hasslöv · Hishult · Knäred · Laholm · Lilla Tjärby · Mellbystrand · Ränneslöv · Skottorp · Skummeslövsstrand · Vallberga · Våxtorp · Veinge · Ysby